# Aleksandar Tomov
Aleksandr Tomov Lazarov (* 3. dubna 1949 Sklave, Bulharsko) je bývalý bulharský zápasník, reprezentant v zápase řecko-římském. Třikrát, v roce 1972, 1976 a 1980, startoval na olympijských hrách a pokaždé vybojoval stříbrnou medaili.

## Vyznamenání
- Hrdina socialistické práce – Bulharsko
- Řád rudého praporu práce – Bulharsko